# Teja (fiume)
La Teja (in russo Тея?) è un fiume della Russia siberiana orientale, affluente di sinistra del Vel'mo. Scorre nel Territorio di Krasnojarsk.
Il fiume ha origine dai rilievi dell'Enisejskij kriaž e scorre verso settentrione; sfocia nel Vel'mo a 194 km dalla foce. Ha una lunghezza di 261 km e il suo bacino è di 8 690 km². Ha una portata di 68,31 m³/s a 108 km dalla foce.